# Chillum (Maryland)
Chillum è un census-designated place degli Stati Uniti d'America, nello stato del Maryland, nella Contea di Prince George's. Al censimento del 2010 contava 33.513 abitanti.
È situato tra due grandi città: la capitale Washington e Silver Spring.